# Deutsche Bank Stiftung
Die Deutsche Bank Stiftung ist eine Stiftung bürgerlichen Rechts. Sie finanziert Projekte in den Bereichen Kultur, Exzellenzförderung, Integration, Chancengerechtigkeit und unterstützt Initiativen in der weltweiten Katastrophenprävention. Die Stiftung fördert nachhaltige Projekte in Deutschland, die sich auf den Schnittstellen der Förderbereiche bewegen und soziale, kulturelle sowie Bildungsaspekte miteinander verbinden.

## Organisation
Die Deutsche Bank Stiftung wurde am 1. Januar 2005 als Stiftung bürgerlichen Rechts gegründet. Die satzungsmäßigen Aufwendungen der Stiftung im Jahr 2023 beliefen sich auf 3,549 Millionen Euro. Die Deutsche Bank Stiftung zählt zu den großen Unternehmensstiftungen. Sie ist Mitglied im Bundesverband Deutscher Stiftungen. Seit 2017 ist der ehemalige Deutsche-Bank-Vorstand Jürgen Fitschen der Vorstandsvorsitzende der Deutsche Bank Stiftung.

## Geschichte
Die Deutsche Bank Stiftung ist 2005 aus der Verschmelzung der „Deutsche Bank Stiftung Alfred Herrhausen Hilfe zur Selbsthilfe“ und der „Kultur-Stiftung der Deutschen Bank“ hervorgegangen. Mit der Zusammenlegung der beiden Stiftungen sollte das Engagement im sozialen und kulturellen Bereich gebündelt werden. 1986 wurde die Stiftung „Hilfe zur Selbsthilfe“ mit einem Stiftungsvermögen von 100 Millionen DM gegründet. Die Initiative kam vom damaligen Vorstandssprecher der Deutschen Bank Alfred Herrhausen. Erstmals hat die Deutsche Bank damit ihr soziales Engagement institutionalisiert. Nach der Ermordung Alfred Herrhausens im Jahr 1989 wurde die Stiftung nach ihm benannt. 1995 gründete die Deutsche Bank die „Kultur-Stiftung der Deutschen Bank“ anlässlich des 125-jährigen Bankjubiläums. Diese nahm im Februar 1995 mit einem Stiftungskapital von 100 Millionen DM die Arbeit auf.

## Förderung
Mit ihren Aktivitäten zielt die Deutsche Bank Stiftung auf die Entwicklung und Stärkung von Potentialen, insbesondere junger Menschen. Sie initiiert und unterstützt Projekte, die neue Erfahrungsräume eröffnen. Ebenso ermutigt sie im Bereich der Exzellenzförderung vor allem den künstlerischen Nachwuchs, Neues zu wagen und professionelle Fähigkeiten auszubauen. Viele Projekte tragen zur Integration bei und stärken die Chancengerechtigkeit für Benachteiligte. Nicht zuletzt fördert die Stiftung die vielfältige Kultur in Deutschland. Weltweit engagiert sie sich mit starken Partnern in der Katastrophenprävention.

### Kultur
Seit 2014 unterstützt die Deutsche Bank Stiftung den Deutschen Buchpreis als Hauptförderer und organisiert selber Lesungen. Die Idee des Deutschen Buchpreises ist, Menschen für Literatur, für das Medium Buch und das Lesen zu begeistern und die Diskussion über Gegenwartsliteratur anzuregen. 2005 zum ersten Mal vergeben, hat sich die Auszeichnung mittlerweile zu einem der beliebtesten Preise für deutschsprachige Gegenwartsliteratur entwickelt. Der „Roman des Jahres“ wird jedes Jahr zu Beginn der Frankfurter Buchmesse ausgezeichnet. Den Preis erhielten unter anderem Tonio Schachinger (2023), Kim de l’Horizon (2022), Antje Rávik Strubel (2021), Anne Weber (2020), Saša Stanišić (2019), Inger-Maria Mahlke (2018), Robert Menasse (2017) und Bodo Kirchhoff (2016).

### Exzellenzförderung
In dem operativen Stiftungsprojekt „Akademie Musiktheater heute“ kommen junge internationale Musiktheatertalente aus den Sparten Bühnen- und Kostümbild, Dirigieren, Dramaturgie, Komposition, Kulturmanagement, Libretto/Text und Regie zusammen und diskutieren Fragen zur Zukunft des Musiktheaters. Das Besondere an dem Förderprogramm ist der Austausch und die Vernetzung zwischen allen sieben Bereichen des Musiktheaters. Die Akademie wurde 2001 gegründet. Jedes Jahr werden 15 neue internationale Talente aufgenommen. Das zweijährige Stipendienprogramm beinhaltet Workshops und den Besuch von ausgewählten Inszenierungen an deutschen und europäischen Opernhäusern und Festivals. Ehemalige Stipendiaten sind unter anderen Vera Nemirova, Hannah Dübgen, Cornelius Meister, Vito Žuraj, Torsten Herrmann.

### Chancengerechtigkeit
Das Projekt „Studienkompass“ entstand 2007 auf Initiative der Stiftung der Deutschen Wirtschaft, der Accenture-Stiftung und der Deutsche Bank Stiftung. Die Bildungsinitiative bietet Jugendlichen aus Nicht-Akademikerfamilien eine individuelle Förderung und ermutigt sie zum Studium. Während der dreijährigen Unterstützung werden die Teilnehmenden auf ihrem Weg von der Schule an eine Hochschule begleitet. Das Programm beinhaltet Workshops zur Studienplanung und Berufsorientierung.

### Integration
Seit 2016 fördert die Stiftung „KIWI – Kinder und Jugendliche Willkommen“ von CARE Deutschland e. V. Mit dem Projekt werden Lehrkräfte bei der Arbeit mit Geflüchteten unterstützt. Pädagogen erhalten praxisorientiertes Unterrichtsmaterial und umfangreiche Weiterbildungsangebote. Dazu gehören Workshops oder die Betreuung vor Ort.

### Katastrophenprävention
Die Stiftung engagiert sich seit vielen Jahren mit Partnerorganisationen in der weltweiten Katastrophenhilfe, um Menschen in akuten Notsituationen schnell zu helfen. Viele Regionen sind jedoch aufgrund von geologischen und klimatischen Prozessen wiederkehrenden Naturkatastrophen ausgesetzt. Um die Bevölkerung in diesen Regionen dabei zu unterstützen, sich langfristig vor den Auswirkungen solcher Krisensituationen zu schützen und ihre Existenzgrundlagen nachhaltiger zu sichern, setzt sich die Deutsche Bank Stiftung verstärkt für die Katastrophenprävention ein. In dem Pilotprojekt „Forecast-based Financing“ des Deutschen Roten Kreuzes e. V. wird im Sudan ein auf meteorologischen Voraussagen basierender Vorsorgemechanismus etabliert.